# هروستراتوس (فیلم)
هروستراتوس (به انگلیسی: Herostratus) فیلمی محصول سال ۱۹۶۷ و به کارگردانی دان لوی است. در این فیلم بازیگرانی همچون مایکل گاتارد، گابریلا لیکودی، آنتونی پائول، پیتر استیفنز، هلن میرن و مونا هموند ایفای نقش کرده‌اند.
این فیلم بر پایه داستان هروستراتوس ساخته شده‌است. 